# Meixianhua
Het Meixianhua (Moiyan dialect) of Standaardhakka is het meestgesproken dialect in Meixian. Het dialect is een van de vele varianten van het Hakka. De Hakka beschouwen het dialect als een soort standaarddialect, zoals de Kantonezen het Guangzhou als hun standaarddialect beschouwen.
- Sino-Tibetaanse talen
  - Chinese talen
    - Hakka
      - Meixianhua

## Naamgeving
| Naam       | Moiyan dialect             | Siyen dialect              | betekenis                                           |
| ---------- | -------------------------- | -------------------------- | --------------------------------------------------- |
| 梅縣話     | moi11 yan53 fa53           | moi11 yen55 fa55           | dialect van Moiyan, Meixianhua                      |
| 梅縣客家話 | moi11 yan53 hak5 ka44 fa53 | moi11 yen55 hak5 ka24 fa55 | Hakka dialect van Meixian, Hakka dialect van Moiyan |
| 梅縣方言   | moi11 yan53 fong44 ngian11 | moi11 yen55 fong24 ngien11 | Hakka dialect van Meixian, Hakka dialect van Moiyan |

## Romanisatie
Het Meixianhua wordt geschreven in Hakka pinjim. Hakka pinjim is gelijk aan Jyutping.